# Mustrak
Mustrak (bulgariska: Мустрак) är ett distrikt i Bulgarien.   Det ligger i kommunen Obsjtina Svilengrad och regionen Chaskovo, i den sydöstra delen av landet, 270 km öster om huvudstaden Sofia.
Trakten runt Mustrak består till största delen av jordbruksmark. Runt Mustrak är det ganska glesbefolkat, med 34 invånare per kvadratkilometer.